# Drei reizende Schwestern: Eine alte Fregatte
Eine alte Fregatte ist der dritte Schwank der Drei-reizende-Schwestern-Reihe, die von 1984 bis 1991 entstand. Er wurde am 14. Dezember 1986 zum ersten Mal im Programm des Fernsehens der DDR ausgestrahlt.

## Handlung
Die drei Schwestern Irmgard Schulze-Knopf, Olga Knopf und Mathilde Lehmberg verbringen ihren gemeinsamen Urlaub jedes Jahr in Thüringen. Doch diesmal ist ihr Urlaub nicht möglich, weil ihr Ferienzimmer renoviert wird und nicht zur Verfügung steht. Dies ist nicht der einzige Schreck für Irmgard, denn sie hat gerade herausbekommen, dass ihre Tochter Yvonne und Olgas Pflegesohn Tassilo ein Liebespaar sind. Zu ihrem weiteren Ärger muss sie feststellen, dass Olga davon wusste und ihr nichts davon gesagt hat. Irmgard fühlt sich hintergangen und ist stinksauer auf ihre Familie. Zu allem Überfluss erscheint nun auch noch Mathilde und sorgt für weiteren Unmut. Sie sorgt sich um ihre berufliche Zukunft. Da sie in wenigen Monaten in Rente geht, wurde ihr bisheriger Arbeitsplatz an eine junge Kollegin gegeben und sie soll im Büro arbeiten. Inzwischen hat sich Irmgard gefasst und akzeptiert ihren neuen Schwiegersohn in spe, möchte ihn allerdings dafür mit bei sich im Café zum Arbeiten haben. Das führt zwischen dem Paar zum Streit und treibt Tassilo am Ende aus dem Haus, da er sich nicht ausbeuten lassen will.
Wie es der Zufall will, findet sich unerwartet ein neues Urlaubsziel. Irmgards Untermieter, Meinhard Seidenspinner, besorgt ihnen einen Abenteuerurlaub bei seiner Tante Betty an der Ostsee, die ein Hotelschiff an der Küste besitzt, die alte Fregatte „Santa Esmeralda“. Das alternative Urlaubsziel ist aber nicht für einfache Gäste, denn die Aufnahmebedingung ist, dass man Zirkusartist sein muss, um auf der Fregatte zu nächtigen. Die drei Schwestern müssen daher bei der Tante ihres Untermieters improvisieren, was ihnen nicht allzu schwerfällt. Meinhard Seidenspinner stellt die neuen Gäste als die Button-Sisters vor und Käpt’n Betty will auch gleich ein Probe ihres Könnens sehen. Doch ehe es dazu kommt, muss ein Gast gerettet werden, der aus Versehen über Bord gegangen ist, und Seidenspinner muss seine alte Freundin, die Schlangenbändigerin Dodo, trösten, die ein kleines Alkoholproblem hat und der gerade gekündigt wurde. Irmgard und Mathilde sehen das nicht gern, denn jede der beiden macht sich selbst Hoffnung auf den attraktiven Junggesellen. Bei dem ganzen Durcheinander haben sie allerdings nicht bemerkt, dass Dodos Riesenschlange aus ihrem Korb gekrochen war und nun irgendwo auf der Fregatte herumkriecht. Während alle nach Rosie suchen, hat sich das Tier um Olgas Hals geschlängelt, die zum Glück im Halbschlaf das Ganze nicht mitbekommen hat. Bettys Enkel kann mit Rosie umgehen und bringt sie umgehend zurück in ihren Korb. Käpt’n Betty nimmt das zum Anlass, die drei reizenden Schwestern zu enttarnen.